# Mammuth
Pour l’article ayant un titre homophone, voir Mammouth (homonymie).
Pour plus de détails, voir Fiche technique et Distribution.
Mammuth est un film français réalisé par Benoît Delépine et Gustave Kervern, sorti en 2010. Gérard Depardieu y tient le rôle principal. C'est le seul film français sélectionné au 60e festival du film international de Berlin. Il est également nommé dans la catégorie meilleur film de la 36e cérémonie des César.

## Synopsis
Serge Pilardosse est un employé en retraite que certains de ses anciens patrons ont oublié de déclarer. Ne cumulant pas assez de trimestres, le voilà donc obligé de partir à la recherche de chacun de ses employeurs au guidon d'une moto mythique, la Münch Mammuth. Dans son aventure, il sera confronté à son passé, et sa quête de documents administratifs deviendra vite dérisoire.

## Fiche technique
- Titre : Mammuth
- Réalisation et scénario : Benoît Delépine et Gustave Kervern
- Musique : Des questions me reviennent de Gaëtan Roussel
- Directeur de la photographie : Hugues Poulain
- Directeur de Production : Mat Troi Day
- Montage : Stéphane Elmadjian
- Mixage : Fabien Devillers
- Producteur : Jean-Pierre Guérin, Véronique Marchat et Marc Stanimirovic
- Sociétés de production : GMT Productions, No Money Productions, Monkey Pack Films
- Budget : 2,5 millions €
- Pays :  France
- Langue originale : française
- Genre : comédie dramatique
- Durée : 92 minutes
- Date de sortie :  Allemagne 19 février 2010 (Berlinale), 21 avril 2010 (France)

## Distribution
- Gérard Depardieu : Serge Pilardosse
- Yolande Moreau : Catherine Pilardosse, la femme de Serge
- Isabelle Adjani : l'amour perdu
- Miss Ming : Solange Pilardosse ou Miss Ming, la nièce de Serge
- Benoît Poelvoorde : l'homme avec un détecteur de métaux sur la plage
- Anna Mouglalis : la fausse handicapée
- Catherine Hosmalin : Danièle, l'amie de Catherine
- Blutch : l'employé de la caisse de retraite
- Philippe Nahon : le directeur de l'hospice
- Bouli Lanners : le recruteur
- Siné : le viticulteur
- Serge Larivière : l'escroc
- Dick Annegarn : le gardien du cimetière
- Albert Delpy : le cousin Pierre
- Gustave Kervern : le boucher du supermarché
- Bruno Lochet : le VRP au restaurant qui téléphone
- Joseph Dahan : un des clients au restaurant
- Rémy Kolpa Kopoul : le forain
- Serge Nuques (chevalier de Groland) : le motard sur l'eau
- Paulo Anarkao : la Grosse Berta
- Stéphanie Pillonca-Kervern : la serveuse au restaurant

## Autour du film

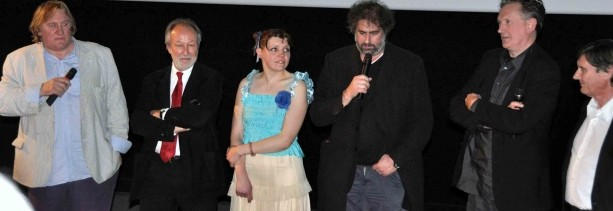
Gérard Depardieu, Jérôme Clément, Miss Ming, Gustave Kervern, Benoît Delépine et Jean-Pierre Guérin à une avant-première du film.

- Le film est dédié à Guillaume Depardieu décédé en octobre 2008.
- Le film évoque l'Art brut, notamment à travers les œuvres de Miss Ming.
- Les œuvres du film ont été réalisées par l'artiste Lucas Braastad.
- Mammuth tire son titre de la Mammut 1200, une moto au gabarit imposant, sur laquelle Serge Pilardosse sillonne la France (en particulier les Charentes puisque l'on y parle de La Rochelle et qu'on y voit Angoulême et Royan) à la recherche de documents justificatifs.
- Mammuth est le surnom de Serge Pilardosse[1].
- Le film a rapporté 3 340 803 €[réf. souhaitée].
- Making fuck off, making-of du film réalisé par Fred Poulet, a été présenté lors du festival de Cannes 2010 dans la sélection hors-compétition.

## Distinctions
| Récompense         | Catégorie                  | Personne                          | Reçu |
| ------------------ | -------------------------- | --------------------------------- | ---- |
| César du cinéma    | Meilleur film              | Benoît Delépine / Gustave Kervern | Non  |
| César du cinéma    | Meilleur scénario original | Gustave Kervern                   | Non  |
| César du cinéma    | Meilleur acteur            | Gérard Depardieu                  | Non  |
| Magritte du cinéma | Meilleure actrice          | Yolande Moreau                    | Non  |